# Farol de Dom Luis
Farol de Dom Luis (auch: Farol do Ilhéu dos Pássaros) ist ein Leuchtturm auf dem Eiland Ilhéu dos Pássaros, 1,3 km vor der Küste der Insel São Vicente im atlantischen Inselstaat Kap Verde. Er steht am Eingang der Bucht Baía do Porto Grande am Canal de São Vicente, der Meeresstraße zwischen São Vicente und Santo Antão. Der Leuchtturm steht auf dem höchsten Punkt der Insel und steht in Verbindung mit dem Leuchtturmwärterhaus auf halbem Weg den Hang hinab. Der Leuchtturm wurde um 1882 erbaut und nach König Luís I von Portugal benannt. Das Gebäude ist ein weißer sechseckiger Turm mit einer kleinen Laterne. Er hat eine Höhe von fünf Metern. Die Feuerhöhe ist 86 m. Das Licht hat eine Reichweite von 14 sm. Das Licht leuchtet im  Abstand von 12 Sekunden mit jeweils drei Blitzen auf.